# Hippopsicon pleuricum
Hippopsicon pleuricum är en skalbaggsart som beskrevs av Jordan 1903. Hippopsicon pleuricum ingår i släktet Hippopsicon och familjen långhorningar. Inga underarter finns listade i Catalogue of Life.